# Уоллингтон, Лара
Лара Уоллингтон (англ. Lara Wollington; род. 30 марта 2003) — британская юная актриса из Энфилда, Лондона. Озвучила роль Люси в детском мультсериале «Зоологический переулок, 64».

## Карьера
После пребывания с сентября 2011 по февраль 2012 в резерве на исполнение роли молодой Фионы и на сдвоенные роли молодого Шрека и гнома в мюзикле «Шрек» королевского театра «Друри Лэйн», она начала играть Матильду Уормвуд в мюзикле «Матильда» в кембриджском театре. Уоллингтон приступила к представлениям в августе 2012 года и, поначалу, разделяла эту роль с Люси-Мей Бикок, Хайли Кенхем и Хлоей Хоторн, а в дальнейшем с Элис Блейк и Кристиной Фрей. Её последнее выступление в «Матильде» прошло 29 сентября 2013 года. Также участвовала в «Большой рот моего брата» и сыграла роль принцессы Флори в постановке «Дракон Флори». В 2012 году ей была выделена одна из главных ролей Сэмми Тейлор в фильме ужасов «Молодая, Высокая и Смертная». Уоллингтон продолжила театральную карьеру с ролью Софи в интерпретации книги «The BFG» в бирмингемского театре. 

## Личная жизнь
Обучается в школе искусств Spirit Young Performers Company и участвует в её театре, а также состоит в танцевальной труппе. Посещает уроки балета в Чешантской танцевальной школе в Чешанте, в графстве Хартфордшир.

## Фильмография

### Фильм
| Год  | Название                   | Роль                  | Примечания |
| ---- | -------------------------- | --------------------- | ---------- |
| 2012 | Молодая, высокая и мёртвая | Сэмми Тейлор          |            |
| 2014 | When You're A Wimp         | Сиенна                |            |
| 2014 | Школьная песня             | Старшеклассница       |            |
| 2015 | Where Are The Boys         | Джинни                |            |
| 2015 | Jellicle Cats              | Кошка #7              |            |
| 2015 | Coffee Break               | певица                |            |
| 2015 | No Boundaries              | танцовщица            |            |
| 2015 | Кукольный дом              | Кукла                 |            |
| 2016 | Fat Sam Grand Slam         | певица                |            |
| 2016 | I Will Prevail             | Безумный шляпник      |            |
| 2016 | Кукольный дом              | Кукла                 |            |
| 2016 | Candy Store                | Хезер                 |            |
| 2017 | Blackout                   | певица                |            |
| 2017 | Waitress                   | Дженна                |            |
| 2017 | Movie Villains The Musical | Беллатрикс Лестрейндж |            |
| 2017 | Эволюция Бродвея           | Фанни Брайс / Бекки   |            |
| 2018 | Dear Evan Hansen           | Зои Мерфи             |            |

### Телевидение
| Год       | Название         | Роль             | Примечания |
| --------- | ---------------- | ---------------- | ---------- |
| 2010—2011 | Драконы Флорри   | Принцесса Флорри |            |
| 2014—2015 | Ванда и пришелец | Ванда            | 2 эпизода  |

### Театр
| Год       | Постановка                                  | Роль             | Театр                    | Даты                             |
| --------- | ------------------------------------------- | ---------------- | ------------------------ | -------------------------------- |
| 2011—2012 | Шрек                                        | Молодая Фиона    | Друри-Лейн               | 2011—27 февраля 2012             |
| 2012—2013 | Матильда                                    | Матильда Уормвуд | Кембридж                 | 25 августа 2012—29 сентября 2013 |
| 2014—2015 | The BFG                                     | Софи             | Бирмингем                | 27 ноябрь 2014—23 января 2015    |
| 2015      | Gypsy                                       | Бэйби Луис       | Савой                    | 3 апреля—25 ноября 2015          |
| 2016      | en:Bring It On: The Musical                 | Кэмпбелл         | West End Live            | Октябрь 2016                     |
| 2017      | The Secret Diary of Adrian Mole aged 13 3/4 | Пандора          | Menier Chocolate Factory | 14 июля-9 сентября 2017          |